# Ivo Opstelten
Ivo Willem (Ivo) Opstelten (Rotterdam, 31 januari 1944) is een voormalig Nederlands politicus van de Volkspartij voor Vrijheid en Democratie (VVD). Hij was gedurende decennia burgemeester en tussen 2010 en 2015 minister van Veiligheid en Justitie.

## Loopbaan

### Studie
Opstelten studeerde rechten aan de Rijksuniversiteit Leiden, waarbinnen hij zich specialiseerde in staats- en publiekrecht. Hij was commissaris (meubilair) van de Sociëteit Minerva van het Leidsch Studenten Corps, thans de LSV Minerva. Hij studeerde eind 1969 af en werkte vervolgens van 1970 tot 16 augustus 1972 als ambtenaar juridische en kabinetszaken bij de gemeente Vlaardingen, alvorens aan een langlopende burgemeestersloopbaan te beginnen, slechts onderbroken van 1987 tot 1992 toen hij directeur-generaal Openbare Orde en Veiligheid was op het ministerie van Binnenlandse Zaken.

### Burgemeester
Opstelten was van 16 augustus 1972 tot 1 oktober 1977 burgemeester van Dalen. Bij zijn aantreden was hij met zijn 28 jaar de jongste burgemeester van Nederland. Van 1 oktober 1977 tot 1 december 1980 was hij burgemeester van Doorn en van 1 december 1980 tot 1 september 1987 van Delfzijl in de provincie Groningen. Terwijl Opstelten burgemeester van Delfzijl was, verving hij vanaf 1 december 1983 tot 1 maart 1984 ook Hanneke Jagersma, die met zwangerschapsverlof was, als burgemeester van het eveneens Groningse Beerta.
Als burgemeester van Delfzijl heeft hij afvalverwerkingsbedrijven aangetrokken die in de provincie Gelderland als milieucriminelen te boek stonden. Deze bedrijven zouden afval verwerken maar hebben in feite schadelijke stoffen in de Eems gedumpt waardoor het Waddenzeeleven ernstige schade opliep. De bedrijven die dit reeds deden bij zijn aantreden als burgemeester heeft hij eveneens niet aangepakt.
Op 1 november 1992 maakte hij de overstap naar Utrecht, in aantal inwoners de vierde gemeente van Nederland. Rond september 1996 waren er geruchten dat hij in de markt was voor een andere functie. De geruchten waren zo sterk dat Opstelten op 17 september van dat jaar officieel liet weten niet weg te willen uit Utrecht. Hij verruilde Utrecht uiteindelijk op 16 februari 1999 voor de op een na grootste gemeente van het land, Rotterdam. Eind december 2008 legde hij dit ambt neer.
Van 4 november 2009 tot 16 juli 2010 was Opstelten waarnemend burgemeester van Tilburg, als tijdelijk opvolger van Ruud Vreeman.

### Partijvoorzitter VVD en nevenfuncties
Op 31 maart 2008 werd hij gekozen tot nieuwe partijvoorzitter van de VVD, als opvolger van vertrekkend voorzitter Jan van Zanen. Hij kreeg 67 procent van de stemmen. Van 23 mei 2008 tot 14 oktober 2010 vervulde hij deze functie.
Op 19 september 2009 maakte sportkoepel NOC*NSF bekend dat Opstelten was benoemd tot voorzitter van de Council Olympisch Plan 2028.
Op 23 oktober 2009 werd bekend dat Opstelten voor de TROS ging werken. Hij ging het programma TROS RegelRecht presenteren waarin hij opkomt voor burgers. De eerste aflevering werd uitgezonden op 12 januari 2010.

### Informateur kabinet-Rutte I
Op 3 augustus 2010 stelde informateur Ruud Lubbers Opstelten voor als informateur voor de vorming van een centrumrechts minderheidskabinet met VVD en CDA, met gedoogsteun van de PVV. Op 4 augustus 2010 werd Opstelten daadwerkelijk benoemd door koningin Beatrix. Op 4 september 2010 presenteerde hij zijn eindverslag aan de koningin, na het mislukken van de formatiepoging van VVD, CDA en PVV, waarna hij informateur af was.
Op 13 september 2010 benoemde de koningin Opstelten opnieuw tot informateur, na het eindverslag van informateur Herman Tjeenk Willink. Zijn opdracht was “met inachtneming van hetgeen in het eindverslag van informateur Mr. H.D. Tjeenk Willink is opgenomen, zijn onderzoek voort te zetten naar de spoedige totstandkoming van een stabiel kabinet van VVD en CDA dat met de steun van de PVV kan rekenen op een vruchtbare samenwerking met de Staten-Generaal”. Op 7 oktober 2010 bood hij zijn eindverslag aan de koningin aan, waarin hij adviseerde beoogd premier Mark Rutte te benoemen tot formateur van het kabinet bestaande uit VVD en CDA.

### Minister van Veiligheid en Justitie
In het kabinet-Rutte I dat voortkwam uit deze onderhandelingen, werd Opstelten de eerste minister van Veiligheid en Justitie. Hij verenigde daarmee de oude functie van minister van Justitie met het beleid op het gebied van veiligheid, waaronder de politie. Een belangrijke taak waarvoor hij verantwoordelijk werd was de invoering van een Nationale Politie. De nationale politie moest de politie beter in staat stellen te voldoen aan de eisen die de maatschappij stelt, bijvoorbeeld door vermindering van de bureaucratie, minder bestuurlijke drukte en effectievere opsporing. Het lokale gezag en de aansturing van de politie door de officieren van justitie zouden gehandhaafd blijven.
In 2011 gaf hij de aanzet tot invoering van een speciale dierenpolitie, met in 2014 uiteindelijk 500 agenten. Dit was zo afgesproken in het gedoogakkoord met de PVV. Na de val van het kabinet werd het plan gedeeltelijk teruggedraaid.
In 2011 kwam hij met een wetsvoorstel om, met name met het oog op de bezuinigingen, het griffierecht in het bestuursrecht en civiel recht te verhogen. Op het wetsvoorstel kwam ernstige kritiek, onder meer van de Raad van State en Hoge Raad.
In 2012 bracht hij een wet tot wijziging van het Wetboek van Strafrecht tot stand, waardoor de mogelijkheid voor de rechter wordt beperkt om een taakstraf op te leggen bij ernstige zeden- en geweldsmisdrijven en bij herhaling van misdrijven.
Op 4 mei 2012 maakte hij bekend zich niet kandidaat te stellen voor de Tweede Kamerverkiezingen 2012. Na de kabinetsformatie bleef Opstelten minister van Veiligheid en Justitie.
In 2014 kwam hij als minister onder vuur te liggen omdat hij mogelijk de Tweede Kamer onjuist had geïnformeerd over een overeenkomst in 2001 van het Openbaar Ministerie met crimineel Cees H., de zogenaamde in de Teevendeal. Nadat bleek dat hij inderdaad een onjuist bedrag had genoemd, trad Opstelten op 9 maart 2015 af, evenals staatssecretaris Fred Teeven. Teeven was zelf jaren eerder als officier van justitie betrokken geweest bij deze overeenkomst.
Daags na zijn ontslag zei hij in een interview over wapenhandel: “de draad is opgepakt door politie, door OM (...) om erbovenop te zitten”. In werkelijkheid had Opstelten in stilte twee maanden eerder het landelijk platform vuurwapens opgeheven.
In 2017 kwam hij opnieuw in opspraak toen bleek dat hij tijdens zijn ministerschap onderzoeksresultaten van het Wetenschappelijk Onderzoek- en Documentatiecentrum (WODC) gemanipuleerd had ('sturing' had gegeven) om deze beter te laten passen bij zijn eigen politieke beleid.
In augustus 2019 bracht RTL Nieuws naar buiten dat het over tot dan toe geheime stukken beschikte over de aanloop naar het proces tegen PVV-leider Wilders over zijn 'Minder Marokkanen'-uitspraak. Volgens RTL bewijzen deze dat toenmalig minister Opstelten voorafgaand contact heeft gehad met het Openbaar Ministerie, ofschoon Opstelten dit zelf ontkende.

#### Kritiek op privacybeleid
Als minister heeft Opstelten heeft in 2010, 2013 en 2014 Big Brother Awards ontvangen van Bits of Freedom. Ook experts bekritiseerden het beleid van de minister.

## Biografie
In oktober 2019 verscheen de door oud-Volkskrant-journalist Ron Meerhof geschreven biografie Opstelten, een leven in het openbaar bestuur. Daarin erkende Opstelten 'cruciale fouten' te hebben gemaakt in de bonnetjesaffaire en dat hij de kwestie rond de dubieuze schikking 'totaal heeft onderschat' en adviezen van zijn ambtenaren negeerde.

## Persoonlijk leven
Ivo Opstelten is gehuwd met Mariëtte Dutilh, en heeft vier dochters. Tijdens zijn ambtsperiode in Vlaardingen heeft hij in Heren 1 van VMHC Pollux gehockeyd. Verder doet hij aan roeien. Kerkelijk behoort hij tot de Remonstrantse Broederschap.
In 2007 verzorgde hij de tweede 'Jan Modderman Inleiding'. De Jan Moddermanlezingen hebben als doel via het stimuleren van bewustwording een bijdrage te leveren aan het maatschappelijk samenleven en het welzijn van alle mensen. In dat kader sprak Opstelten in de Nieuwe Kerk in Groningen over het thema 'Bruggenbouwen in een inter-culturele samenleving'. Hij zette zich daarmee in voor het microkrediet.
- International Standard Name Identifier: 0000 0003 9590 8240
- Library of Congress Control Number: n2020012407
- Nederlandse Thesaurus van Auteursnamen: 252103416
- Parlement.com: vg09lm0ci8xr
- SNAC: w6d23z2v
- Virtual International Authority File: 290726685